# Бервајлер
Бервајлер (њем. Bärweiler) општина је у њемачкој савезној држави Рајна-Палатинат. Једно је од 119 општинских средишта округа Бад Кројцнах. Према процјени из 2010. у општини је живјело 256 становника. Посједује регионалну шифру (AGS) 7133009.

## Географски и демографски подаци
Бервајлер се налази у савезној држави Рајна-Палатинат у округу Бад Кројцнах. Општина се налази на надморској висини од 288 метара. Површина општине износи 6,1 km². У самом мјесту је, према процјени из 2010. године, живјело 256 становника. Просјечна густина становништва износи 42 становника/km².

## Међународна сарадња
| Мјесто | Држава    | Врста сарадње | Од    |
| ------ | --------- | ------------- | ----- |
|        | Француска | партнерство   | 1986. |
| Извор  |           |               |       |